# 1947年の日本の女性史
本項目1947年の日本の女性史（1947ねんのにほんのじょせいし）では、1947年（昭和22年）の日本における女性に関するできごとを時系列的に挙げる。参考文献は日本の女性史年表を参照のこと。
本項目は歴史研究としての女性史ではなく、日本における女性に関するできごとをある体系に基づいて述べようとするものではない。

## 1～2月
- 1月11日 全日本教員組合協議会（全教協）婦人部結成大会
- 1月26日 全日本炭礦労働組合（全炭）、北海道婦人部確立大会、働く婦人と主婦との関係について論議。
- 2月24日 参議院議員選挙法公布・施行、20歳以上の男女に選挙権、30歳以上に被選挙権付与。
- 2月25日 八高線列車脱線転覆事故、死者184人・重軽傷者497人、被害者の大部分が食糧買出しの主婦や娘。
- 2月27日 私鉄総連婦人部結成大会

## 3月
- 3月7日 大阪の主婦中心に物価値下げ運動、全国に波及、5～10%値下げ。
- 3月9日 戦後初の国際婦人デー、「女性を守る会」の提唱で開催。皇居前広場に1000人余。「ヤミとインフレの政府を倒し、明るく楽しい生活を」「女性を苦しめるすべての拘束を撤廃しよう」などをスローガンに『世界をつなげ花の輪に』を歌ってデモ。国際民主婦人連盟ヘメッセージを送った。
- 3月8日 全日本教員組合協議会（全教協）、母性保護を含む労働協約獲得。生理休暇3日・産前産後休暇16週・妊娠による欠勤を休暇と認める・産後1年間哺乳時間を与える・産前産後休養などの理由で罷免しない・出産に関して実費制確立に努める、など。
- 3月19日 厚生省に児童局新設、母子衛生課設置、専門係官に助産婦2人配置。
- 3月20日 名古屋松坂屋、結婚式場・平安殿開設。7月1日 大阪店に結婚式場・長生殿。
- 3月24日 市川房枝公職追放、理由は元「大日本言論報国会」理事。追放取消請願署名約17万提出。1950年10月13日 追放解除。
- 3月25日 全逓婦人部第2回全国代表者会議、松本で、全国の統一的な婦人組織の確立について 。
- 3月31日 教育基本法（旧法）公布・施行、教育の機会均等と男女共学、女子の高等教育機関への開放など。
- 3月- GHQの推奨により婦人福祉中央連絡会設置。12月11日 転落女性の更生福祉に関する具体策発表。

## 4～5月
- 4月7日 労働基準法公布、男女同一賃金の原則・女子労働者の坑内労働禁止・産前産後の有給休暇・育児時間・生理休暇など規定。
- 4月19日 群馬県吉井町（現・高崎市）の多胡小学校校長に角田テル、新学制による初の婦人校長。
- 4月22日 NHK街頭録音「青少年の不良化をどうして防ぐか--ガード下の娘たち」で有楽町付近の"夜の女"の声を放送。
- 5月1日 産婆規則が助産婦規則に改正、"産婆"の名が消え"助産婦"となる。
- 5月3日 新日本国憲法施行、各地で祭典。新憲法普及運動で「夫婦は平等なり」の横幕をはった市電が走る、京都で。

同日に施行された「日本国憲法の施行に伴う民法の応急的措置に関する法律（昭和22年法律第74号）」によって、妻の無能力に関する規定の不適用、旧法上の家・戸主・家督相続・親族会等規定の不適用、婚姻及び離婚の自由と平等・財産均分相続・配偶者相続権等を規定し、民法改正を待たずに、旧家制度の根底が覆った。
- 5月5日 中央線に婦人子供専用車が登場。5月9日 京浜東北線にも。当時の乗車率が300%にも及ぶ過密状態であったため、殺人的通勤ラッシュから子供と労働女性(OL)を守る目的で導入された。
- 5月29日 第1回女流文学者賞、平林たい子『かういう女』

## 6～8月
- 6月9日 日教組婦人部結成大会
- 6月21日 第1回兵庫県女子中学ソフトボール大会、24校の女学校出場。
- 6月24日 片山哲首相「婦人に望む」をラジオ放送、新家庭の建設・経済危機突破への婦人の協力と支援を要請。
- 7月1日 東京都庁、官公庁初の職場結婚（継続勤務）を公認、6000円祝儀。
- 7月22日 松竹歌劇団組合結成、出演料値上げ・慰問興行反対など10項目要求。
- 7月- 東京都で家庭内職用ミシン貸出しを開始。

## 9～10月
- 9月1日 労働省発足、初代婦人少年局長に山川菊栄。
- 9月16日 大日本紡績（日紡、現・ユニチカ）貝塚工場争議。

女子組合員5人が労働組合から除名され、「クローズド・ショップ」（特定の労働組合に加入していることを労働者雇用の条件とし、脱退・除名で組合員の資格を失うと解雇される制度）のため会社からも解雇された。除名理由は、共産党の職場機関紙に会社設備や労働条件の劣悪さ等を訴え、組合の方針に逆らったということ。直ちに大阪地労委に、更に中労委に提訴。関西の全日本産業別労働組合会議（産別会議）を中心とする合同調査団が調査、女工は会社の食事では辛抱出来ず町で自分で野菜を購入し食べている、など女工哀史さながらの合同調査団報告結果を発表。全国繊維産業労働組合同盟（全繊同盟）も声明書を発し、関西経営者会議も調査を行う等注目を集めたが、「労働委員会でなく裁判所で判断されるべき事柄」として中労委は調査打切りを宣告、会社及び労働組合側の主張が認められる形で終焉した。
- 10月1日 日本電機三田労働組合婦人部（600人）賃上げ3500円を要求して45日間スト。11月15日 妥結。
- 10月13日 「在日朝鮮民主女性同盟」結成。
- 10月21日 国家公務員法公布。男女平等取扱の原則・採用試験の公開平等など規定。女子も公務員の資格取得。
- 10月26日 改正刑法公布、姦通罪が廃止となる。

## 11～12月
- 11月6日 多摩川畔で初の集団見合大会、某雑誌社主催386人参加。以後各地で流行。
- 11月15日 世界婦人円卓会議、「新建設への婦人の役割」がテーマ、18か国代表参加、司会植村環、YMCA・朝日新聞社主催、日比谷公会堂 で。
- 11月22日 衆議院婦人議員、炭鉱国家管理法案をめぐる国会の乱闘に対し"トラ議員"反省を要望する決議。
- 12月1日 「利用者は18歳以上の女性に限る」という東京・お茶の水図書館オープン、主婦の友社内に 。
- 12月- 東京都、妊婦用としてソーセージ3750kgを配給、1人当り約190g。
- 12月- 大阪・三越で10大メーカーによる化粧品大会。
- 11月30日 職業安定法公布・施行、職業紹介・職業指導について性差別を禁止。
- 12月12日 児童福祉法公布、保育所などの設置、妊婦・乳幼児に対する母子保健事業の整備。
- 12月22日 改正民法公布、「日本国憲法の施行に伴う民法の応急的措置に関する法律（昭和22年法律第74号）」の内容が正式に規定されたと共に、扶養義務等にも変更が加えられた。
- 12月22日 改正戸籍法公布、家・戸主を廃止し、夫婦と子供を中心とした戸籍へ。夫・妻どちらの姓を名乗ることも可能に。

## この年
- 「女子年少者労働基準規則」、「事業附属寄宿舎規則」施行

労働基準法 6章「女子及年少者」で、最低年齢・女子の労働時間及び休日・深夜業禁止・危険有害業務の就業制限・坑内労働禁止・産前産後の休業・育児時間・生理休暇・帰郷旅費の各項にわたって規定され、これらの条項がこの「女子年少者労働基準規則」によって実施された。
労働基準法 10章寄宿舎規定（94-96条）は「事業附属寄宿舎規則」によって実施され、従来から問題となっていた寄宿舎生活の自治（「私生活の自由を侵してはならない」）などが明文化された。
- リフォーム服製作が盛ん、和服を洋服に、もんぺをスカートになど更生、スカート姿が増える。
- リーゼント、電気パーマネントの流行始まる。
- アメリカ軍将兵と日本女性との国際結婚、822組届出。
- 女性の平均初婚年齢22.9歳
- 平均寿命、男50歳・女54歳。乳幼児死亡率出生1000人当り76.7、妊婦死亡率出生1万人当り16.8
- 施設（家庭ではない病院等）内出産率、1947年は2.4%、1955年には17.6%、1960年に50.1%、1980年には99.5%に。
- 新憲法に基づく第1回参議院議員通常選挙（4月20日）・衆議院議員総選挙（4月25日）と共に、地方首長（4月5日）及び地方議員選挙（4月30日）実施。

参議院議員通常選挙で女性10名当選、衆議院議員総選挙で女性15名当選。
知事と市長に女性の立候補者はなく、村長に4名の婦人が当選。地方議会では東京で都議会議員2名、区議会議員16名、神奈川で市議会議員5名、兵庫で市議会議員4名、町村議会では長野47名、埼玉35名、群馬27名をはじめ各県で10-20名が当選。
労働省婦人少年局長並びに課長・各地の教育委員・民生委員・人権擁護委員・公安委員・児童福祉司その他の公職にも婦人が多数進出。
- このころより 婦人保護更生施設の開設が続く。4月1日 日本キリスト教婦人矯風会による慈愛寮、4月1日 聖友ホームによる桂寮、4月15日 救世軍による新生寮、1948年1月13日 山田わか設立の幡ヶ谷女子学園。
- 少女雑誌『ひまわり』創刊、中原淳一の挿絵が人気。
- ベビーブーム
- 主食の配給が遅配、全国平均20日（東京25日、北海道90日）
- 登校時を狙って児童・園児から弁当を奪う少年が激増。
- 性病蔓延、患者40万人
- 流行歌『東京ブギウギ』笠置シヅ子、大ヒット。